# اسکات جی هوروویتس
اسکات جی "داک" هوروویتس (به انگلیسی: Scott Jay "Doc" Horowitz) فضانورد اهل ایالات متحده آمریکا است که در ۲۴ مارس ۱۹۵۷ میلادی در فیلادلفیا، پنسیلوانیا زاده شد. وی در مأموریت اس‌تی‌اس-۷۵، اس‌تی‌اس-۸۲، اس‌تی‌اس-۱۰۱، اس‌تی‌اس-۱۰۵ حضور داشته است.